# Bengești-Ciocadia
Bengeşti-Ciocadia è un comune della Romania di 3315 abitanti, ubicato nel distretto di Gorj, nella regione storica dell'Oltenia.
Il comune è formato dall'unione di 4 villaggi: Bengești, Bălcești, Bircii, Ciocadia.
La sede comunale si trova nell'abitato di Bengeşti.